# 森野旧薬園
森野旧薬園（もりのきゅうやくえん）は、奈良県宇陀市大宇陀上新1880番地にある薬園。国指定史跡。

## 歴史
森野家は大和国宇陀郡松山（現・奈良県宇陀市大宇陀）で葛粉の製造を行っていた。享保14年（1729年）、森野家の11代目である森野藤助は本草学者で幕府採薬使の植村政勝に随行し、幕府薬園の薬草木を与えられて栽培や精製を許された。これに伴って、享保年間（1716年～1736年）に森野家の裏山に開かれたのがこの薬園である。江戸の小石川御薬園（現・小石川植物園）と並んで古い薬園であり、現存する日本最古の私設植物園であるとされる。森野藤助は図譜『松山本草』などを著している。
1926年（大正15年）2月24日に国指定史跡に指定され、1931年（昭和6年）10月23日に追加指定が行われた。約250種類の薬草木が植えられている。

## 解説
文化庁はこの薬園について、次のように解説している。